# Liste der Bodendenkmale in Harrislee
In der Liste der Bodendenkmale in Harrislee sind die Bodendenkmale der Gemeinde Harrislee nach dem Stand der Bodendenkmalliste des Archäologischen Landesamts Schleswig-Holstein von 2016 aufgelistet. Die Baudenkmale sind in der Liste der Kulturdenkmale in Harrislee aufgeführt.
| Denkmal-ID           | Befundart               | Bezeichnung                            | Zeitstellung                 | Lage | Bemerkungen | Bild |
| -------------------- | ----------------------- | -------------------------------------- | ---------------------------- | ---- | ----------- | ---- |
| aKD-ALSH-Nr. 004 043 | Grabmal > Grabhügel     | Grabhügel                              | Vor- und/oder Frühgeschichte |      |             |      |
| aKD-ALSH-Nr. 004 044 | Grabmal > Großsteingrab | Steinkammer                            | Neolithikum                  |      |             |      |
| aKD-ALSH-Nr. 004 045 | Grabmal > Grabhügel     | Grabhügel                              | Vor- und/oder Frühgeschichte |      |             |      |
| aKD-ALSH-Nr. 004 046 | Grabmal > Grabhügel     | Grabhügel                              | Vor- und/oder Frühgeschichte |      |             |      |
| aKD-ALSH-Nr. 004 047 | Grabmal > Langbett      | Langbett/Steinreihe                    | Neolithikum                  |      |             |      |
| aKD-ALSH-Nr. 004 048 | Grabmal > Langbett      | Langbett/Steinreihe                    | Neolithikum                  |      |             |      |
| aKD-ALSH-Nr. 004 049 | Befestigung > Burg      | Burg/Motte/Ringwall/Turmhügel „Niehus“ | Mittelalter                  |      |             |      |